# Shanlian (köpinghuvudort i Kina, Zhejiang Sheng, lat 30,70, long 120,31)
Shanlian är en köpinghuvudort i Kina. Den ligger i provinsen Zhejiang, i den östra delen av landet, omkring 51 kilometer norr om provinshuvudstaden Hangzhou. Antalet invånare är 28 079. Befolkningen består av 13 881 kvinnor och 14 198 män. Barn under 15 år utgör 9,0 %, vuxna 15-64 år 74 %, och äldre över 65 år 15,0 %.
Runt Shanlian är det mycket tätbefolkat, med 1 056 invånare per kvadratkilometer. Närmaste större samhälle är Lianshi, 10,5 km öster om Shanlian. Trakten runt Shanlian består till största delen av jordbruksmark.
Genomsnittlig årsnederbörd är 1 675 millimeter. Den regnigaste månaden är juni, med i genomsnitt 253 mm nederbörd, och den torraste är november, med 62 mm nederbörd.